# GKN (Unternehmen)
Die GKN Plc (Guest, Keen and Nettlefolds) war eine britische Aktiengesellschaft, deren Ursprünge bis in das Jahr 1759 zurückreichen. Sie wurde 2018 durch die Beteiligungsgesellschaft Melrose Industries aufgekauft und in mehrere eigenständige Unternehmen aufgeteilt, darunter GKN Aerospace, GKN Automotive, GKN Powder Metallurgy.
1931 wurde das Unternehmen in den FT 30 Index aufgenommen; die Börsennotierung endete im Mai 2018. Das ungeteilte Unternehmen beschäftigte 2015 etwa 56.000 Mitarbeiter in über 30 Ländern weltweit.

## Geschichte

### Die Anfänge
1759 eröffnete Wyndham William Lewis im südwalisischen Dowlais bei Merthyr Tydfil eine Eisenhütte. Acht Jahre später wurde John Guest Verwalter des Werks und stieß auf umfangreiche Kohlevorkommen auf dem Gelände. Diese wurde nun zum Beheizen der Hochöfen genutzt und ersetzte die bis dahin zugekaufte Holzkohle. 1782 stieg Guest gemeinsam mit seinem späteren Schwiegersohn William Taitt als Teilhaber in das Unternehmen ein. Fünf Jahre später übernahm sein Sohn Thomas Guest diese Aufgabe. Sein Nachfolger wurde 1807 John Josiah Guest, der bis 1815 auch die Anteile seiner Miteigentümer übernahm. Das Unternehmen war zu diesem Zeitpunkt der größte Eisen- und Stahlproduzent der Welt. 1865 führte es zudem die Bessemerbirne ein, mit der Stahl deutlich einfacher und kostengünstiger produziert werden konnte als mit den damals üblichen Verfahren. Nach Guests Tod im Jahr 1852 ging die Verwaltung auf George Thomas Clark und Henry Bruce über.

### Gründung von GKN
1898 übernahm Guests Sohn Iver Bertie die Leitung des Unternehmens. Er zeigte jedoch wenig Interesse an der Firma und verkaufte sie im folgenden Jahr für 1,5 Millionen Pfund an den Industriellen Arthur Keen. Aus dem Zusammenschluss entstand am 9. Juli 1900 die Guest, Keen & Co. Limited. Den heutigen Namen erhielt das Unternehmen 1902 durch die Übernahme von Nettlefolds Limited. In den folgenden Jahrzehnten spezialisierte sich das Unternehmen vorwiegend auf die Produktion von Schrauben, Muttern, Bolzen und anderen Verbindungselementen. Das Unternehmen setzte dabei auf eine durchgehende Produktionslinie, die vom Erz- und Kohleabbau über die Verarbeitung bis zur Vermarktung ging.

### Wachstum
1966 stieg GKN durch die Übernahme des PKW-Antriebswellen-Herstellers Hardy Spicer Limited in die Produktion von Automobilteilen ein. In den folgenden Jahrzehnten fanden weitere Übernahmen ähnlicher Automobilzulieferer statt. Neben vielen Zukäufen im deutschsprachigen Raum (→siehe unten) erwarb man Zweigwerke in Tschechien, Polen (Oleśnica), Spanien, Frankreich, Kroatien und Schweden und wurde 2002 mit einem Anteil von 43 Prozent zum Weltmarktführer.
In den 1980er Jahren begann das Unternehmen, verstärkt in die Entwicklung neuer Technologien im Automobilbau zu investieren, erzielte jedoch nur geringe Erfolge, so dass man ab 1991 erneut die Produktion von Antriebswellen in den Mittelpunkt rückte. Die Herstellung von Stahl und Verbindungselementen wurde eingestellt.
Im Zuge wachsender Konkurrenz aus Asien sah GKN sich gezwungen, zusätzliche Tätigkeitsfelder zu erschließen. Diese sah man in der Luftfahrtindustrie und der Produktion militärischer Fahrzeuge. 1994 Übernahm GKN Westland Helicopters und ging ein Joint Venture mit Agusta ein, woraus der Helikopterhersteller AgustaWestland entstand. 2004 verkaufte GKN seine Anteile jedoch an Finmeccanica. Bereits 1998 zog sich das Unternehmen wieder aus der Produktion von Militärfahrzeugen zurück und verkaufte die entsprechenden Unternehmensteile an Alvis Cars. 2012 wurde Volvo Aero übernommen.

### Ende der Selbstständigkeit
Als Folge anhaltender Rentabilitätsprobleme kam es im Jahr 2018 zu einer feindlichen Übernahme des Unternehmens durch die Beteiligungsgesellschaft Melrose Industries. Die Aktionäre von GKN stimmten dem Angebot im März 2018 zu, die Zustimmung der englischen Regierung erfolgte im April 2018. Der Kaufpreis für das Unternehmen betrug rund 8,1 Mrd. Pfund. Der Börsenhandel der Aktien wurde in der Folge eingestellt. Es wurde vermutet, dass der neue Eigentümer Melrose die Gesellschaft nach erfolgter Übernahme in Einzelteilen veräußern wolle.

## Geschäftsbereiche
2016 war GKN in vier Geschäftsbereiche aufgeteilt:
- GKN Driveline, später umbenannt in GKN Automotive, fertigt vorwiegend Antriebswellen mit Gleichlaufgelenken für Pkw, Sperrdifferentiale und Visco-Kupplungen.[10]
- GKN Powder Metallurgy, dieser Geschäftsbereich ist mit einem Anteil von 16 Prozent Weltmarktführer bei der Produktion von Pulvermetallurgie und den daraus hergestellten Produkten.
- GKN Aerospace, Zulieferer der Luftfahrtindustrie, vorrangig für BAE Systems und Airbus, Rumpffertigung des Honda HA-420 HondaJets.
- GKN Land Systems, lieferte Gelenkwellen für landwirtschaftliche Zwecke. Der Bereich wurde im März 2019 von Melrose an One Equity Partners verkauft, welche ihn in Walterscheidt Group umbenannten und im Juli 2021 an den italienischen Hersteller von Antrieben und Getrieben Comer Industries weiterreichten.[11][12][13]

## GKN im deutschsprachigen Raum

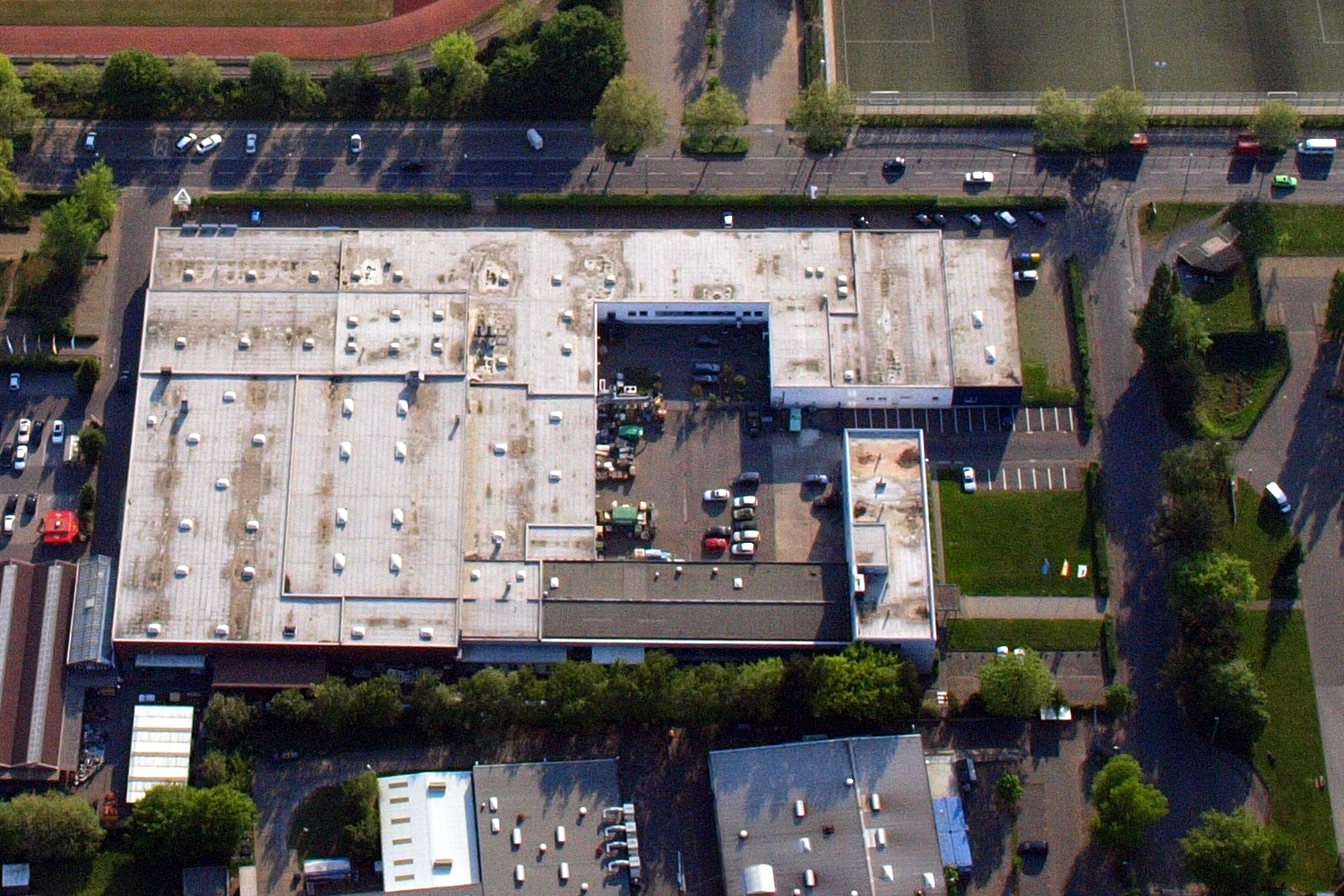
Der Werkzeugbaubetrieb der ehemaligen GKN-Sintermetals am Pennefeldsweg in Bad Godesberg aus der Vogelperspektive

Die Expansion auf dem deutschen Markt erreichte die GKN teilweise durch Übernahmen, Zukäufe verschiedener unabhängiger Unternehmen oder Ausgliederungen auf Seiten der GKN-Kunden. Wichtigster Schritt war 1966 der Einstieg in die Uni-Cardan AG über die englische Birfield-Gruppe, die ihrerseits ein Zusammenschluss verschiedener Unternehmen war: Walterscheid GmbH in Lohmar, Löhr & Bromkamp GmbH in Offenbach am Main (Gelenkwellen), Gelenkwellenbau Essen (später nicht mehr im Konzern), das Rheinmetall Schmiede- und Presswerk Trier GmbH (seit 1965, später GKN Driveline Trier GmbH), Werk Bonn (seit 1998, später GKN Sinter Metals Components GmbH), sowie Glaenzer Spicer (Frankreich) und Birfield Trasmissioni in Bruneck (Südtirol, Italien). Letztere wurde 1963 von Walterscheidt mit einem Partner gegründet, gehörte zur Walterscheidt Group und bestand aus einem Werk für die Geschäftsbereiche Driveline und Land Systems und einem zweiten für den Geschäftsbereich Sintermetals.
Anschließend kamen das Opel-Gelenkwellenwerk in Kaiserslautern (2000, später: GKN Kaiserslautern GmbH) und der Gelenkwellenbau Kiel hinzu sowie zum Geschäftsbereich Landwirtschaft das Getriebewerk in Sohland/Spree und das Gelenkwellenwerk Mosel in Zwickau. Das Gelenkwellenwerk Kaiserslautern wurde 2020 geschlossen.
Die Standorte Offenbach am Main, Zwickau und Kiel bildeten die GKN Driveline Deutschland GmbH mit Sitz in Offenbach. Den Ersatzteilmarkt bedient die GKN Service GmbH mit diversen „Reparaturstützpunkten“ in Deutschland.
Im Entwicklungszentrum in Lohmar wurden vor allem Gelenkwellen und mechanische und elektronische Sperrdifferentiale und auch Traktoranbausysteme (Walterscheid) entwickelt, der Standort Lohmar wurde später Sitz der Walterscheidt Group.
Insgesamt beschäftigte GKN etwa 7.000 Mitarbeiter in Deutschland. Logistikdienstleister war die Konzerneigene GKN Freight Services mit Sitz in Offenbach am Main.
Am 18. Januar 2023 wurde den Mitarbeitern der Gelenkwellenwerkes Mosel bei Zwickau die Schließung des Werkes bis spätestens 2025 verkündet. Obwohl das Werk stets schwarze Zahlen schrieb, sollte die Produktion nach Polen, Slowenien sowie Ungarn verlagert werden. Von der Schließung waren 835 Beschäftigte betroffen. Ein durch Fridays for Future unterstützter Streik der IG Metall erstritt zunächst Abfindungen für Beschäftigte, der Streit um den Erhalt des Werks dauerte Stand Mai 2023 jedoch an. Fridays for Future, Gewerkschaft und Teile der Belegschaft beriefen sich dabei auf das Vorbild italienischer Arbeiter eines bereits geschlossenen GKN-Werks in Florenz: Diese strebten durch die Gründung einer Genossenschaft an, das Werk selbstorganisiert fortzuführen und von Automobilteilen auf die Fertigung nachhaltigerer Produkte (Lastenräder, Batteriespeicher, Solarpanele) umzustellen.